# Pintura francogòtica
La pintura francogòtica, més coneguda com a gòtic lineal, és l'estil pictòric originat a França durant els segles xii i xiii, que s'expandirà a la resta d'Europa. Cal destacar el paper de la monarquia en la promoció de les arts, ja que afavorirà l'aparició d'un art cortesà. En aquest sentit, Reims, però sobretot París, disposen d'escoles d'influència internacional. En el període romànic i en el primer gòtic, els temes són de caràcter sagrat; tot i així, les cròniques històriques prenen rellevància. La composició d'aquestes miniatures estarà influïda per criteris similars als que regien els vitralls de les catedrals i les esglésies del període. El retaule, pintura sobre taula s'inscriu dins de la tradició escolàstica d'ordenació racional.
L'expansió del vidre a través de grans vitralls que ocupen l'espai abans reservat per a la pintura al fresc és un dels elements més remarcables de la pintura francogòtica; no obstant això, no hem d'oblidar els objectes sumptuaris i miniatures en l'art cortesà que encarrega l'aristocràcia del moment. L'obertura de grans finestrals a les catedrals transmet una nova manera d'entendre la relació espiritual entre el creient i l'Ésser suprem, no tant a través de la presència física als murs (pintura al fresc), sinó mitjançant la unió mística i espiritual que representa l'entrada de llum a través dels vitralls. En aquest estil predomina la línia davant del color i les composicions acostumen a estar organitzades de manera radial. La pintura mural va perdent rellevància, a excepció d'Itàlia.
Les miniatures que il·lustren els manuscrits medievals consisteixen en petites composicions: pintures o dibuixos de figures emmarcades en les caplletres o en guarnicions com ara medallons, arabescs, etc.
La pintura francogòtica parteix de la tradició de l'art romànic i rep influències de l'art romà d'Orient i del Duocento. Al segle XIV, es va substituir l'estil francogòtic per les tendències italianes influenciades per l'humanisme. A Itàlia, el predomini de la vidriera no es va imposar i la tradició muralista no s'havia interromput des de l'antiguitat clàssica, de tal forma que la pintura va subsistir tant en els murs de les esglésies i en les capelles laterals com en retaules i en la pintura sobre taula que formen els frontis i els laterals dels altars.
| La Pintura francogòtica | | |
| Imatges | Tècniques: Resum i característiques. | Artistes, obres o llocs destacats. |
| Vitrall del cor de la catedral de Chartres (Segle XIII). Illa de França, França. | Els vitralls de les Catedrals | Esglésies i catedrals: Basílica de Saint-Denis, a París. Catedral de Chartres, Sant Pere de Caen. Catedral de Notre-Dame de París. Santa Capella de París. Sant Urbà de Troyes Catedral de Beauvais. Catedral de Bourges. Catedral d'Evreux. Catedral d'Estrasburg. Catedral de York. Catedral de Gloucester. Catedral de Colònia. Catedral de Sant Esteve de Viena. Catedral de Lleó. |
| Vitrall del cor de la catedral de Chartres (Segle XIII). Illa de França, França. | El mur translúcid és el primer terreny on es desenvoluparen les arts del dibuix i del color de manera conjunta durant el període gòtic. Durant la baixa edat mitjana, l'art dels vitralls de les catedrals i esglésies es desenvolupa a Europa paral·lelament a l'arquitectura gòtica; aquesta arquitectura es caracteritzarà per l'alçada de les naus i l'audàcia de les seves estructures que, a través de voltes de creueria sostingudes per pilars i arcbotants, així com les voltes, aconseguirà lliurar el pes als murs dels edificis, que descarreguen el pes, sustentant l'edifici. Progressivament, els murs són substituïts pels finestrals amb filigranes de pedra i vitralls de colors. En la primera etapa, els colors són vius i saturats. El plom delimita les formes amb precisió amb la finalitat que puguin ser vistes malgrat la irradiació lumínica exterior. Això conduirà a la tendència que descompondrà la vidriera en medallons, trenats o un altre tipus de compartiments decoratius. Les vidrieres revelen, més que qualsevol altre art, el component irreal i artificial de l'art gòtic. A mitjans del segle xiii es produeix una profunda modificació de la gamma de colors, perquè els fons incolors s'associen als tons trencats de les escenes i les figures. Amb una gamma potent però restringida, les figures humanes menudes es tornen més agitades i lliures. Els vitralls de l'església de Sant Urbà de Troyes (vers el 1270) o els vitralls d'arc de mig punt de la catedral de Beauvais són alguns dels millors exemples d'aquestes innovacions. Al segle xiv, amb el descobriment del groc de plata, els vitralls guanyen en lleugeresa i s'omplen d'un preciosisme daurat que mai no havien tingut. A Normandia, en el cor de Saint-Ouen de Rouen i en la catedral d'Evreux, es troben els vitralls més bells. L'art dels vitralls culminà en un estil exquisit d'una qualitat igual o superior a les obres mestres de les miniatures. A la conca del Loira, a la Xampanya, o a Alsàcia, es completa el panorama de les vidrieres franceses que culminarà a les naus laterals de la catedral d'Estrasburg. | Esglésies i catedrals: Basílica de Saint-Denis, a París. Catedral de Chartres, Sant Pere de Caen. Catedral de Notre-Dame de París. Santa Capella de París. Sant Urbà de Troyes Catedral de Beauvais. Catedral de Bourges. Catedral d'Evreux. Catedral d'Estrasburg. Catedral de York. Catedral de Gloucester. Catedral de Colònia. Catedral de Sant Esteve de Viena. Catedral de Lleó. |
| | Miniatures gòtiques | Artistes: Llibres: Salteri de Sant Lluís Breviari de Felip el Bell Salteri de la Reina Maria Les molt riques hores del Duc de Berry Obres: Llocs: |
| Durant l'etapa gòtica, les miniatures i els llibres il·lustrats foren objectes que facilitaren l'intercanvi cultural i, conseqüentment, la difusió dels corrents artístics per les corts de tot Europa. El seu art, elitista, reflecteix el gust de la noblesa cortesana pels detalls elegants i delicats, la qual cosa es conjuga amb la profusió de temes profans, extrets de la literatura de l'època, caracteritzada per l'exaltació d'allò femení en la poesia i dels valors de la cavalleria en la novel·la; tanmateix, també es representen temes litúrgics. En l'ordre estrictament pictòric, les miniatures gòtiques van abandonar progressivament la rigidesa pròpia de la pintura romànica, per acabar adoptant un decidit naturalisme, fruit de la influència de la pintura italiana del Trecento. La cort del rei de França, la dels papes d'Avinyó, la dels reis de Bohèmia (Praga) i la cort del duc de Berry (França) van ser els principals centres de producció i difusió d'aquest estil que culminarà en les brillants escenes cortesanes dels Llibres de les hores, de mitjan segle xiv. En el segle xiv es van introduir temes profans i l'art de les miniatures es traslladà als tallers artesans de París, Borgonya i Flandes. | | Artistes: Llibres: Salteri de Sant Lluís Breviari de Felip el Bell Salteri de la Reina Maria Les molt riques hores del Duc de Berry Obres: Llocs: |
| Duccio di Buoninsegna - "Madonna Rucellai" (1285). Galleria degli Uffizi, Florència | Pintura sobre taula | Artistes: Quadres: Llocs: |
| Duccio di Buoninsegna - "Madonna Rucellai" (1285). Galleria degli Uffizi, Florència | La pintura sobre taula era practicada a Grècia i a Roma, però malauradament en resten pocs vestigis. L'art romà d'Orient també va produir obres sobre taula, però se n'han conservat poques a causa de la iconoclàstia. És durant el Duocento i el Trecento italià quan aquesta tècnica es consolida. El retaule es converteix durant el gòtic en un element escenogràfic de la litúrgia cristiana, se situa darrere l'altar i assoleix grans dimensions. El retaule és un ens ordenat jeràrquicament fruit del racionalisme escolàstic que s'està imposant. Formalment, cal apuntar que els fons acostumen a ser daurats. L'espai celestial, diví i noble, no utilitza la llum natural del sol com en els vitralls sinó la llum reflectida per un material preciós. Els vestits dels personatges destacats acostumen a ser pintats de color blau, pigment molt car. El valor d'un retaule va en funció de la quantitat de blau ultramar emprat, criteri que supera la importància de l'artista. | Artistes: Quadres: Llocs: |

## Galeria d'imatges

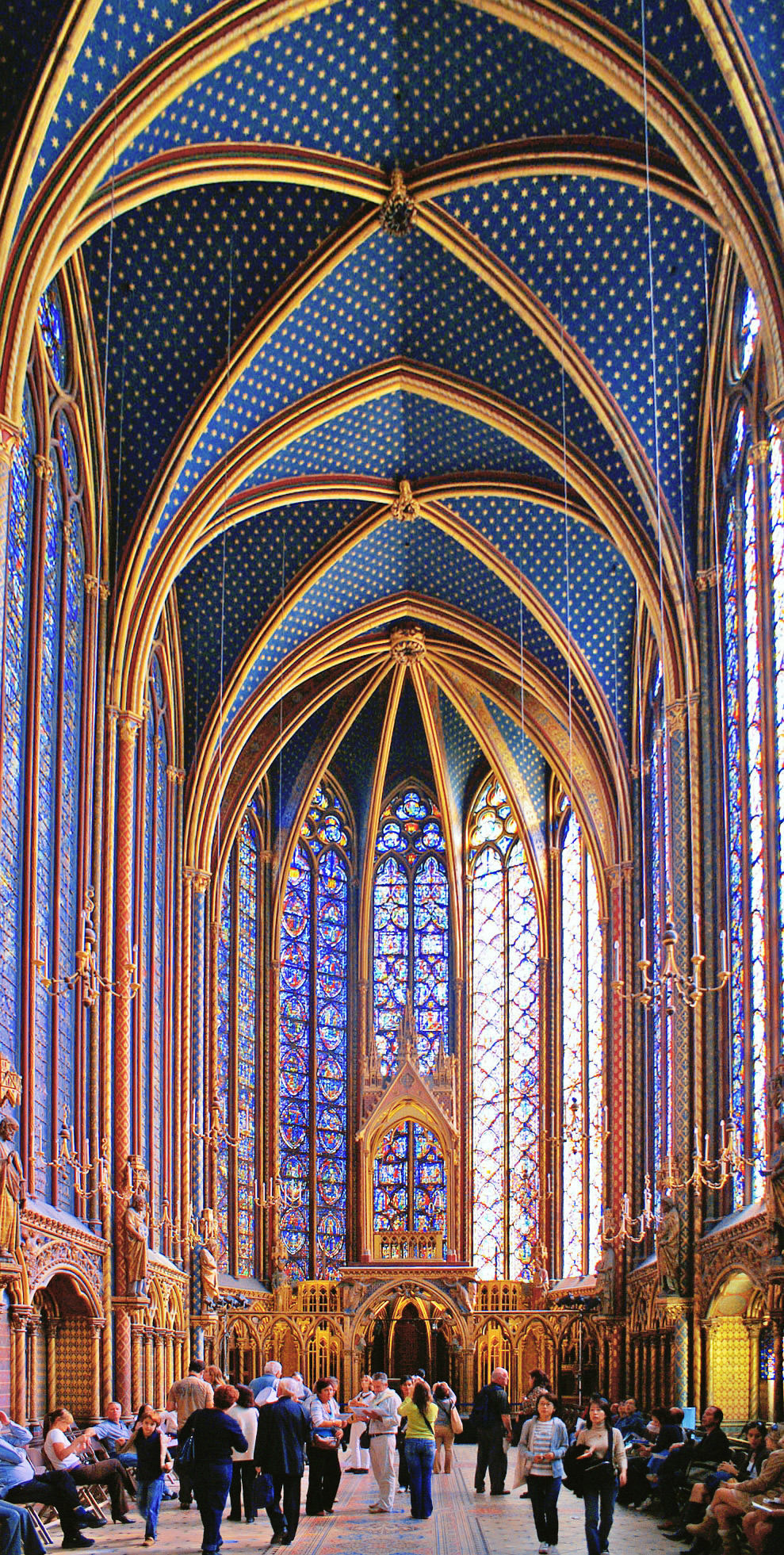
Sainte-Chapelle, Capella alta
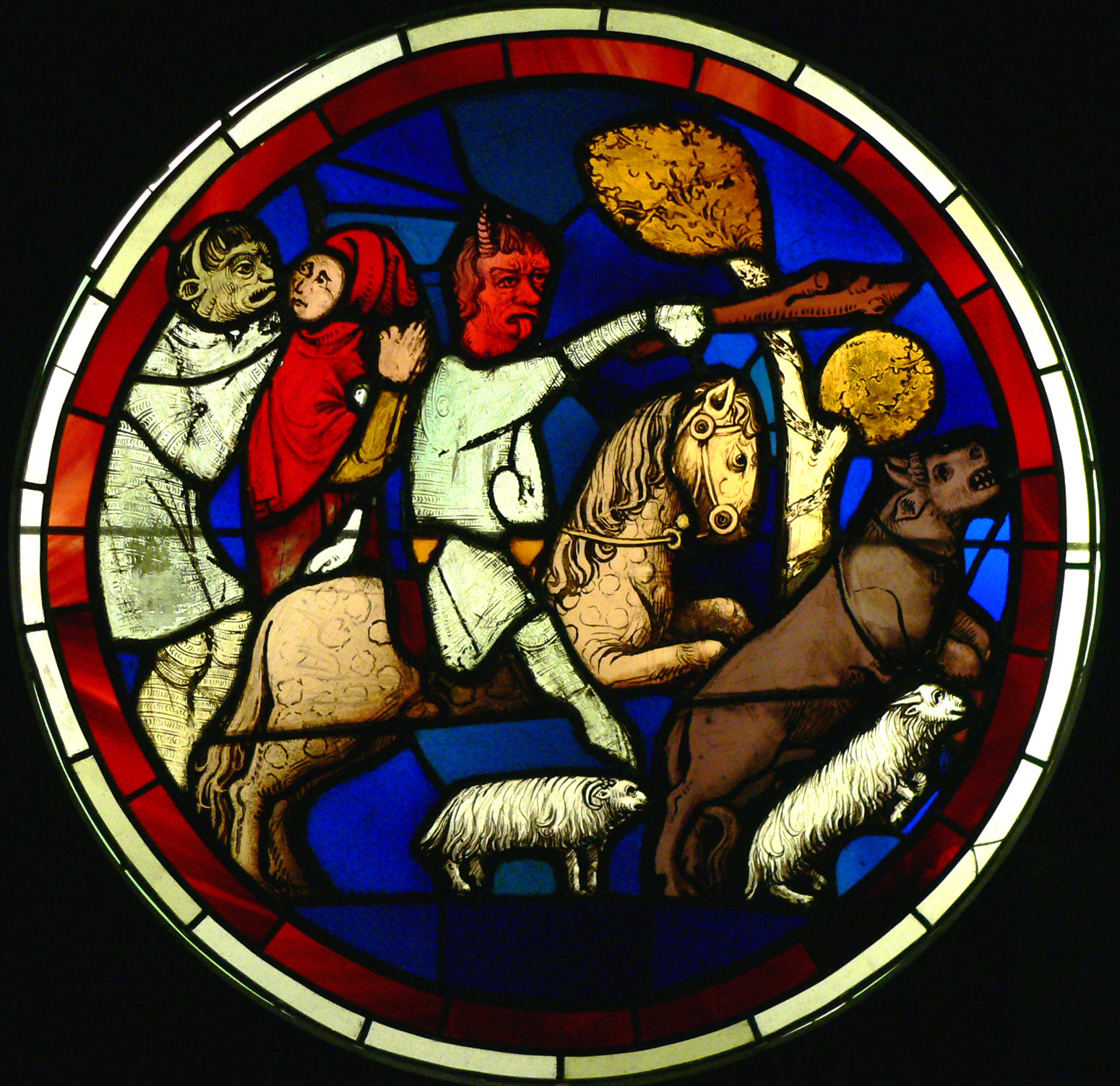
Vitrall a Sainte-Chapelle.